# Virgen de Dolores de Jocotenango

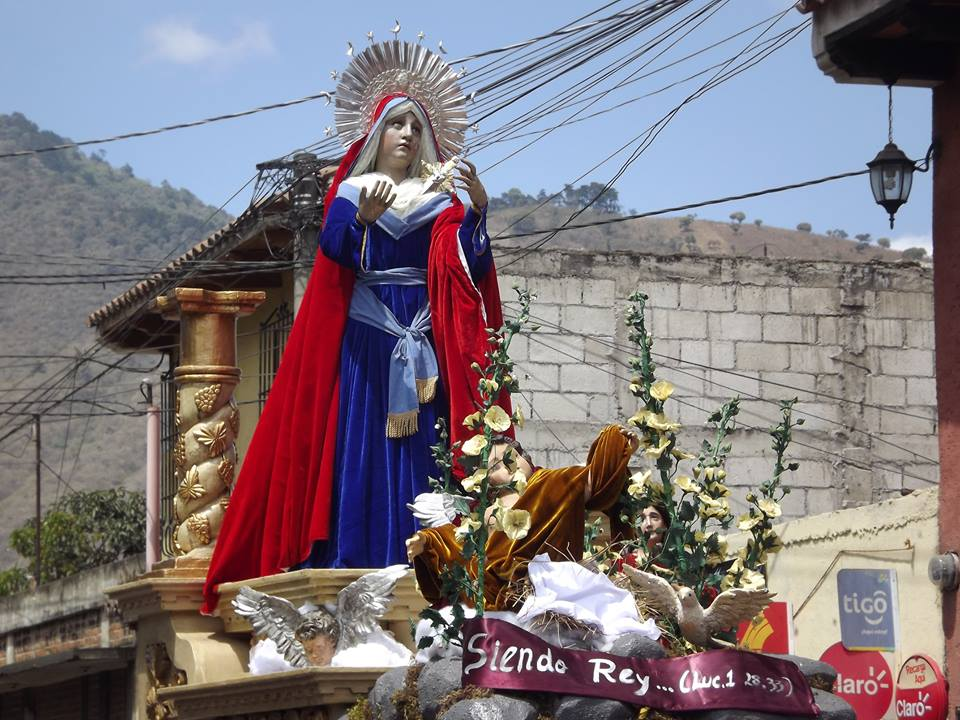
Venerada Imagen que se encuentra en la Parroquia Nuestra Señora de la Asunción del municipio de Jocotenango departamento de Sacatepéquez, Guatemala C.A. y que sale en procesión cada Tercer Domingo de Cuaresma en Jocotenango y La Antigua Guatemala.

La imagen de Nuestra Señora de Dolores tiene una altura de 1.60 metros aproximadamente. Es una imagen de bastidor de lo cual se infiere su carácter procesional; sin duda alguna todas las miradas de los devotos se centran en el rostro de esta bella escultura, el cual presenta líneas muy finas, propias de un escultor aventajado; además es muy notoria la expresión de dolor que esta imagen presenta. La mirada de la Virgen, puesta en su Hijo, El Salvador del Mundo cargando la cruz; refleja gran aflicción.
Otro detalle admirable son las manos, finamente talladas y consecuentes con el resto de la imagen. Tanto el rostro como las manos presentan un encarnado delicadamente aplicado, siendo evidente que la palidez de la imagen permite evocar la gran tensión y sufrimiento de la Virgen durante esas largas horas de martirio, muerte y soledad.
FECHAMIENTO ESTILISTICO DE LA IMAGEN
Este tipo de escultura es de difícil seguimiento porque formó parte de los bienes de cofradías, en el caso de Jocotenango se complica el panorama toda vez que luego de la ruina, el traslado de este pueblo no llegó a ser completo, por lo que parte de la imaginería, al igual que la imagen del Nazareno, fue trasladada y otra no; sin embargo el estudio estilístico de esta obra escultórica la sitúa para la segunda mitad del siglo XVIII, tomando en consideración que es una obra escultórica procesional y destinada al culto de vecinos de una población periférica aunque cercana a la capital del Reino, los rasgos que el escultor le imprimió, de dolor y aflicción permite evidenciar que esta imagen pertenece a la escuela escultórica guatemalteca de fines de la época colonial.
Por el momento no es conocido el nombre del escultor de dicha obra, sin embargo se considera que el artista fue alguien calificado en su oficio que plasmó en madera una bella escultura muy característica de las obras artísticas religiosas de Guatemala; es decir con gran realismo y carácter.

ESTADO ACTUAL DE LA IMAGEN
La obra escultórica de Nuestra Señora de Dolores se observa a simple vista en buen estado de conservación, esta imagen permanece en su camarín protegida de las inclemencias del tiempo la mayor parte del año, sin duda alguna durante las actividades cuaresmales y Semana Santa, Nuestra Señora de Dolores es trasladada a un lugar preeminente dentro del tempo a fin de que se le facilite al pueblo creyente desarrollar sus prácticas penitenciales de la mejor manera posible, luego de lo cual la imagen es regresada a su camarín con las precauciones de siempre; todo lo que está a cargo de la hermandad que vela por su cuidado, limpieza y orden a fin de que dicha escultura sea heredada a las futuras generaciones.

### Datos Históricos Virgen de Dolores
- Enlace, Sitio Web: «Hermandad de Jesús Nazareno y Virgen de Dolores» (enlace roto disponible en Internet Archive; véase el historial, la primera versión y la última)..

- Datos: Q25402441